# Xestia praevia
Xestia praevia là một loài bướm đêm thuộc họ Noctuidae. Nó được tìm thấy ở Canada (New Brunswick, Quebec, Manitoba, Saskatchewan, Alberta và British Columbia) phía nam đến California. It is part of the elimata species group. Ba loài trong nhóm này (Xestia praevia, Xestia elimata và Xestia badicollis) không có khác biệt đáng kể về genitals và DNA, cho thấy chúng có thể trên thực tế là một loài.
Sải cánh khoảng 32 mm. Con trưởng thành bay từ tháng 7 đến tháng 8 tùy theo địa điểm.
Ấu trùng ăn Pinus ponderosa.